# Too Old to Die Young
Too Old to Die Young je kriminální televizní seriál, který vytvořili a napsali režisér Nicolas Winding Refn a komiksový scenárista Ed Brubaker; režie se chopil Refn. V hlavních rolích se objevili Miles Teller, Augusto Aguilera, Cristina Rodlo, Nell Tiger Free, John Hawkes a Jena Malone. Desetidílná první řada seriálu měla premiéru 14. června 2019 na službě Amazon Prime Video.
V roce 2019 společnost Amazon oznámila, že produkce druhé řady není v plánu.

## Námět
Too Old to Die Young sleduje osudy ne zcela počestného policisty, ze kterého se stane nájemný zabiják, který chce zabíjet pouze zločince, na které je zákon krátký. Současně je rozvíjen příběh mexického kartelu, který se točí kolem Jesuse, jemuž američtí policisté zavraždili matku, sestru šéfa kartelu. 

## Obsazení

### Hlavní role
- Miles Teller jako Martin Jones
- Augusto Aguilera jako Jesus Rojas
- Cristina Rodlo jako Yaritza
- Nell Tiger Free jako Janey Carter
- John Hawkes jako Viggo Larsen
- Jena Malone jako Diana DeYoung

### Vedlejší role
- William Baldwin jako Theo Carter
- Callie Hernandez jako Amanda
- Babs Olusanmokun jako Damian
- Celestino Cornielle jako Celestino
- Hart Bochner jako poručík
- Carlotta Montanari jako Magdalena
- George Payne
- Chris Coppola jako Melvin Redmond
- Joanna Cassidy jako Eloise
- Maxine Bahns jako Rebecca Gilkins
- James Urbaniak jako Stevie Crockett
- Brad Hunt jako Rob Crockett
- Roger Lim jako korejský podnikatel
- Mak Takano jako šéf Jakuzy
- Hideo Kodžima jako nájemný vrah
- Callan Mulvey jako Keith Redford
- Lance Gross jako Larry

## Seznam dílů
| Č. v seriálu | Původní název                | Režie                | Scénář                                           | Premiéra v USA  |
| ------------ | ---------------------------- | -------------------- | ------------------------------------------------ | --------------- |
| 1            | Volume 1: The Devil          | Nicolas Winding Refn | Nicolas Winding Refn a Ed Brubaker               | 14. června 2019 |
| 2            | Volume 2: The Lovers         | Nicolas Winding Refn | Nicolas Winding Refn a Ed Brubaker               | 14. června 2019 |
| 3            | Volume 3: The Hermit         | Nicolas Winding Refn | Nicolas Winding Refn a Ed Brubaker               | 14. června 2019 |
| 4            | Volume 4: The Tower          | Nicolas Winding Refn | Nicolas Winding Refn a Ed Brubaker               | 14. června 2019 |
| 5            | Volume 5: The Fool           | Nicolas Winding Refn | Nicolas Winding Refn & Ed Brubaker               | 14. června 2019 |
| 6            | Volume 6: The High Priestess | Nicolas Winding Refn | Nicolas Winding Refn a Ed Brubaker               | 14. června 2019 |
| 7            | Volume 7: The Magician       | Nicolas Winding Refn | Nicolas Winding Refn a Ed Brubaker               | 14. června 2019 |
| 8            | Volume 8: The Hanged Man     | Nicolas Winding Refn | Nicolas Winding Refn a Ed Brubaker               | 14. června 2019 |
| 9            | Volume 9: The Empress"       | Nicolas Winding Refn | Nicolas Winding Refn, Ed Brubaker a Halley Gross | 14. června 2019 |
| 10           | Volume 10: The World         | Nicolas Winding Refn | Nicolas Winding Refn a Ed Brubaker               | 14. června 2019 |

## Produkce

### Vývoj
Dne 8. února 2017 společnost Amazon objednala první desetidílnou řadu nového seriálu. Na scénáři pracovali Nicolas Winding Refn a Ed Brubaker, jež se navíc společně s Jeffreym Stottem stali výkonnými producenty. Refn měl mimo jiné režírovat každou epizodu seriálu, o jehož produkci se měli postarat Alexander H. Gayner a Rachel Dik.

### Obsazení
Do hlavní role policisty Martina Jonese byl 27. března 2017 obsazen Miles Teller. Dne 21. listopadu 2017 bylo představeno zbylé hlavní obsazení seriálu, které tvoří Billy Baldwin, Jena Malone, John Hawkes, Cristina Rodlo, Augusto Aguilera, Nell Tiger Free, Babs Olusanmokun a Callie Hernandez. Herec Hart Bochner byl 7. února 2018 obsazen do vedlejší role. Dne 29. srpna 2018 tvůrce Refn prostřednictvím svého twitterového účtu oznámil, že se v seriálu objeví George Payne.

### Natáčení
Natáčení seriálu začalo 27. listopadu 2017 ve městě Los Angeles v Kalifornii. Natáčení prvního dílu skončilo 17. ledna 2018. Dne 6. března 2018 začalo natáčení jedné z epizody ve městě Albuquerque v Novém Mexiku; natáčelo se v něm až do konce března, poté bylo natáčení přesunuto zpět do Los Angeles. Poslední scény byly natočeny 11. srpna 2018.

## Vydání
Čtvrtá a pátá epizoda seriálu byly premiérově promítány 18. května 2019 na Filmovém festivalu v Cannes. Desetidílná první řada byla zveřejněna 14. června 2019 na službě Amazon Prime Video.